# Altasterella
Altasterella es un género de foraminífero bentónico de la familia Asterigerinatidae, de la superfamilia Asterigerinoidea, del suborden Rotaliina y del orden Rotaliida. Su especie tipo es Eoeponidella (Altasterella) riveroae. Su rango cronoestratigráfico abarca desde el Luteciense (Eoceno medio) hasta el Priaboniense (Eoceno superior).

## Clasificación
Altasterella incluye a la siguiente especie:
- Altasterella riveroae †